# Пятигорский краеведческий музей
Лестничный марш здания музея
Пятиго́рский краеве́дческий музе́й — одно из старейших музейных учреждений на Ставрополье и всём Северном Кавказе. Находится в здании по адресу ул. Братьев Бернардацци, дом 2.

## История
Открыт 4 июня 1903 года. Музей основан Кавказским горным обществом в Пятигорске, затем являлся губернским, городским, краевым, региональным (межрайонным) на Кавминводах, муниципальным и в настоящее время — государственным учреждением культуры Ставропольского края.
По другим данным в 1905 году Кавказским горным обществом был создан геогностический музей. Коллекции музея располагались на территории Лермонтовского музея.
Первая музейная выставка открылась в 1905 году. В 1906 году Кавказское горное общество получило право проводить археологические раскопки на Северном Кавказе, что способствовало наполнению археологических фондов музея. В это же время в состав музея включили и экспонаты старейшего на Северном Кавказе музея древностей под открытым небом (основан в 1850 году).
В 1912 году Кавказское Горное общество именует музей по Кавказу Горным музеем. На его базе образовался Пятигорский губернский краеведческий музей на Кавказских Минеральных Водах.
В 1920-е годы музей перешёл в ведение Северо-Кавказского института краеведения. В этот период музею были переданы полотна русских и зарубежных художников XVIII—XIX веков: И. И. Шишкина, А. К. Саврасова, А. П. Боголюбова, К. Тройона.
В 1922 году произошла национализация всех музеев города и музей получил статус Терского губернского музея.
С 1924 года по 1934 год музей имел статус окружного музея на Кавказских Минеральных Водах. В 1924 году образовались комиссии по сбору документов по истории партии к десятилетию Октябрьской революции, начался сбор документов по истории фабрик, заводов, краснопартизанского движения на Кавказе, гражданской войны. Фонды краеведческого музея пополнились документами историко — революционного характера, что привело к разделению музея на краеведческий и краевой музей революции.
С 1934 года по 1937 год музей именовался «Северо-Кавказский краевой краеведческий музей». С 1937 года по 1941 год после перевода центра края в город Ставрополь эти музеи вновь объединились, образовав краеведческий музей на КМВ (межрайонный). В 1930-е годы прекрасно сохранившуюся каменную бабу, которая стояла у входа в музей, разбили на куски, чтобы засыпать яму на площади.
В июле 1941 года решением горисполкома были временно закрыты (из-за отсутствия средств на содержание) Пятигорский краеведческий музей и музей «Домик Лермонтова». Однако это решение вскоре было отменено (обращение Народного комиссариата просвещения об организации патриотических выставок в условиях военного времени и приказ Наркома просвещения от 2 сентября 1941 года). Пятигорский краеведческий музей Кавказских Минеральных Вод (Советский проспект, 65, ныне на этом месте ТРЦ «Галерея») экспонировал для населения выставки: «Героические сражения русской армии в Отечественной войне 1812 года», «Борьба Красной Армии с интервенцией», «Текущие события войны советского народа с немецко-фашистскими захватчиками».
Во время Великой Отечественной войны немецко-фашистские оккупанты разграбили и уничтожили богатые этнографические и нумизматические коллекции, похитили полотна из художественной коллекции. 1 мая 1943 года после перерыва, вызванного оккупацией немецкой армией, музей возобновил свою работу, а с 25 июля открыт для посетителей по старому адресу.
С 1960-х годов при музее работала археологическая экспедиция. Благодаря её раскопкам в 1964 году в музее оказались раритетные экспонаты: череп и фрагменты скелета южного слона, жившего около миллиона лет назад.
В 1979—1989 годах пятигорский музей был филиалом Ставропольского объединённого краеведческого музея имени Г. К. Праве.
С 1990 года самостоятельное учреждение — Пятигорский краеведческий музей.
Последние 50 лет музей располагается в части исторического здания — памятника начала XX века регионального значения бывшей гостиницы Михайлова — первого санатория на КМВ (1904) в курортной части города по адресу проспект Кирова, 25/ ул. Братьев Бернардацци, 2.
Пятигорский краеведческий музей — один из старейших музеев СКФО. Его собрание (более 130 тысяч предметов) включает уникальные археологические материалы, природоведческие коллекции, раскрыающие эволюционные аспекты развития жизни на Земле (раритет — череп южного слона), редкие образцы холодного и огнестрельного оружия ХVII — XX вв., большое собрание художественных работ, в том числе мастеров русской и зарубежной живописи XVIII-XIX вв., богатую кавказоведческую библиотеку (около 17 тысяч томов), коллекции редких книг, открыток, документов и фотографий ХIХ — начала ХХI вв., предметов этнографии многонационального региона — городского, крестьянского, казачьего и горского быта ХIХ — начала XX вв.
Несколько экспозиционных залов музея освещают этапы истории города-курорта, Пятигорья и всего северокавказского региона.

## Директора
- с января 1943 года (и. о.) — известный ученый-дендролог и краевед-энтузиаст Борис Максимович Сидорченко[5].
- с марта 1943 года — Пётр Петрович Озеров[5]
- 1967 (упоминание) — М. К. Павлов
- 2008 (упоминание) — Лидия Ивановна Краснокутская
- с 2010 года — Сергей Николаевич Савенко[7]
- и. о. Ю. А. Золотарёва

## Фонды
В 1961 году, когда музей въехал в своё нынешнее помещение его фонды составляли менее 25 тысяч единиц хранения. Сейчас в его более чем 130—тысячном собрании имеются экспонаты ранней коллекции КГО, уникальные каменные памятники из первого на Северном Кавказе музея древностей под открытым небом (1850—1881 годы). Обладает археологическими, нумизматическими, минералогическими, палеонтологическими, зоологическими, ботаническими, историко-документальными и иными коллекциями и экспонатами, связанными не только с Пятигорском и Кавминводами, но и другими соседними и отдаленными территориями Северного Кавказа, России, зарубежных стран. Много личных фондов заслуженных пятигорчан. Хранятся и экспонируются собрания декоративно-прикладного искусства, предметов этнографии многонационального региона — городского, крестьянского, казачьего и горского быта XIX — начала XX веков, редкие образцы холодного и огнестрельного оружия XVII—XX веков, художественные полотна российских и зарубежных художников XVIII—XXI веков, коллекции редких книг, открыток, документов и фотографий XIX — начала XXI веков и др.
На начало 2018 года в собрании музея находились 135 638 экспонатов, в том числе 99 840 единиц основного фонда.

Экспозиции
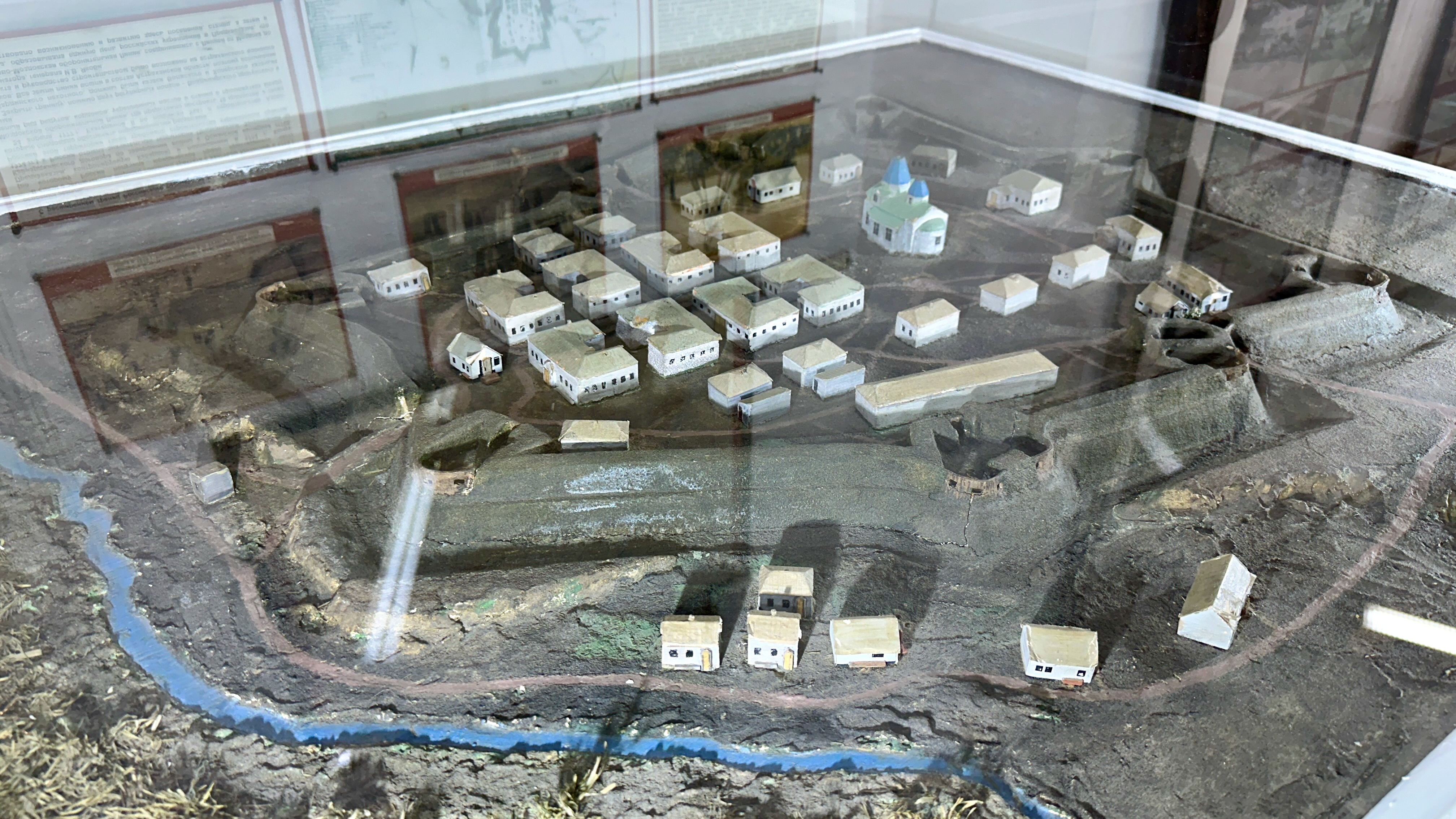
Макет Константиногорской крепости
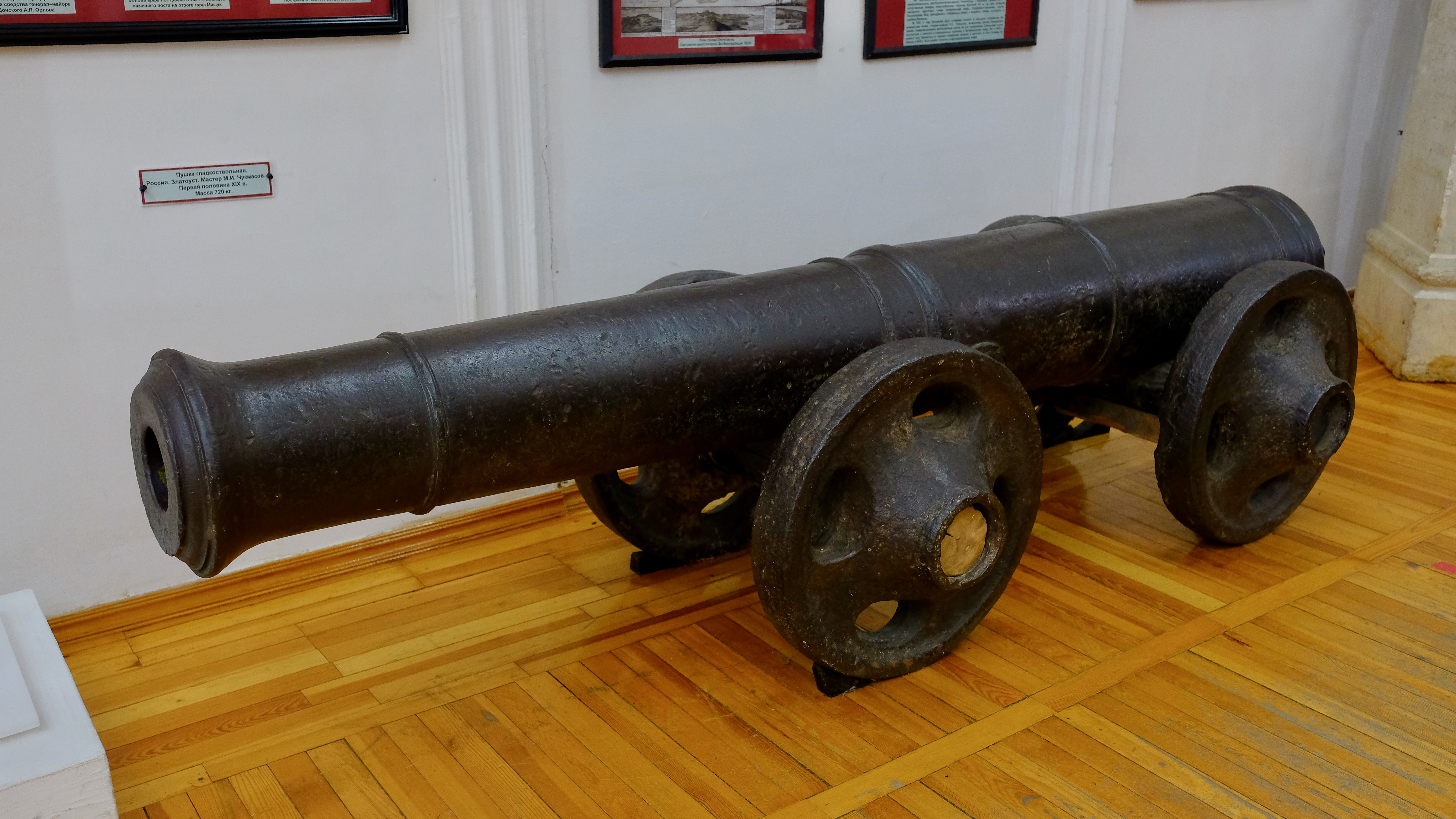
Пушка Златоустовского завода
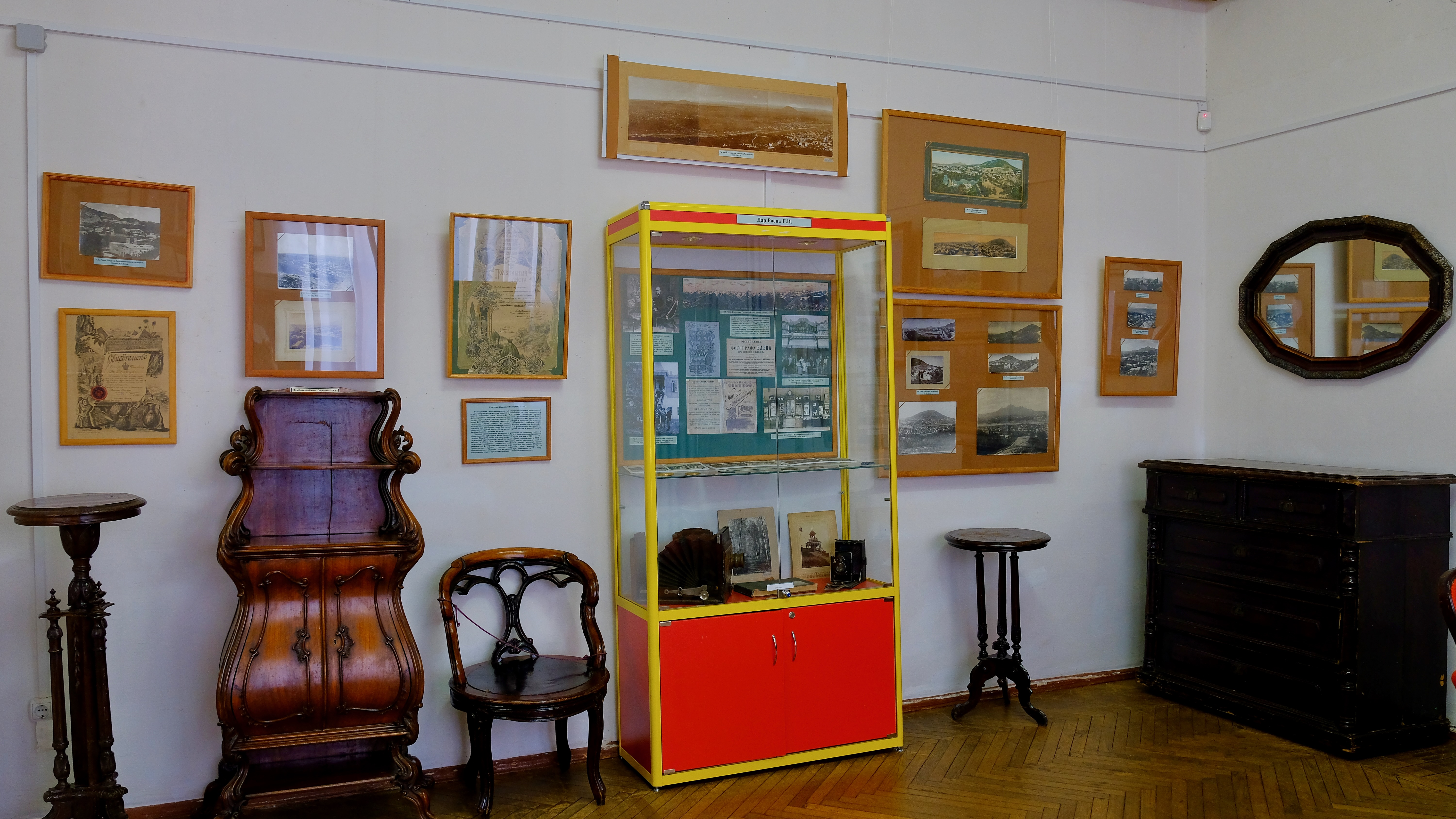
Экспозиция, посвящённая Г. И. Раеву
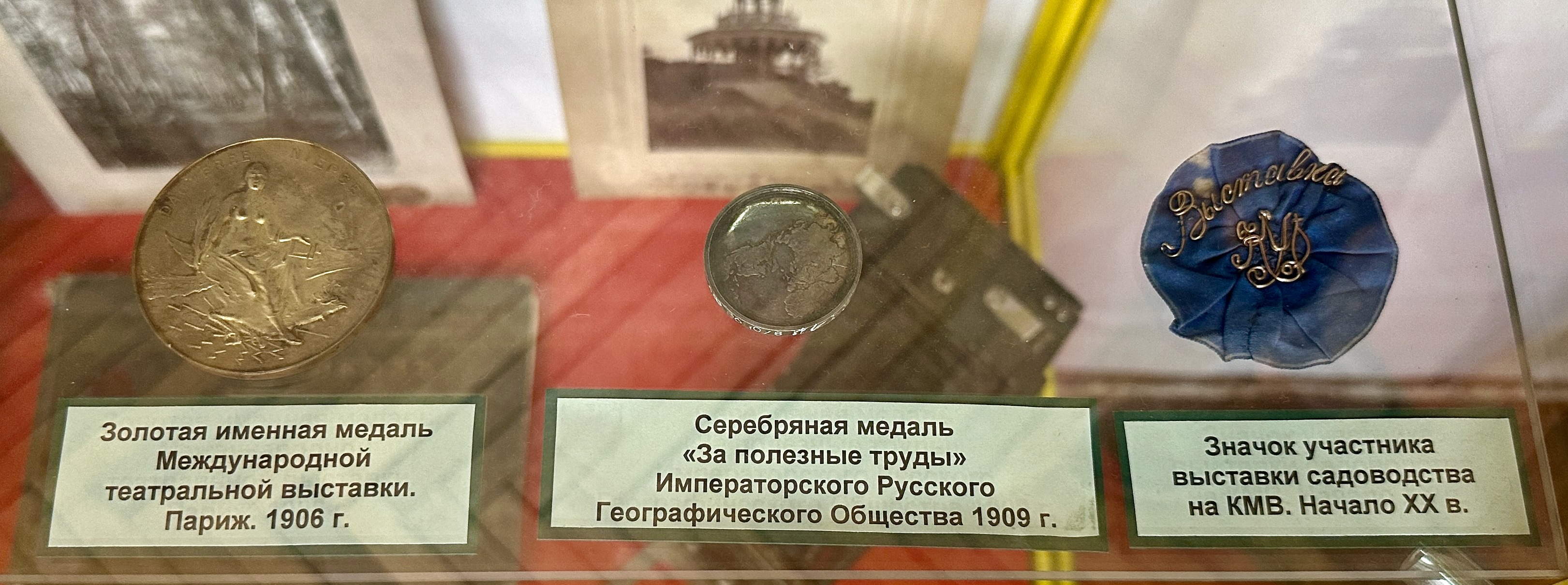
Награды Г. И. Раева
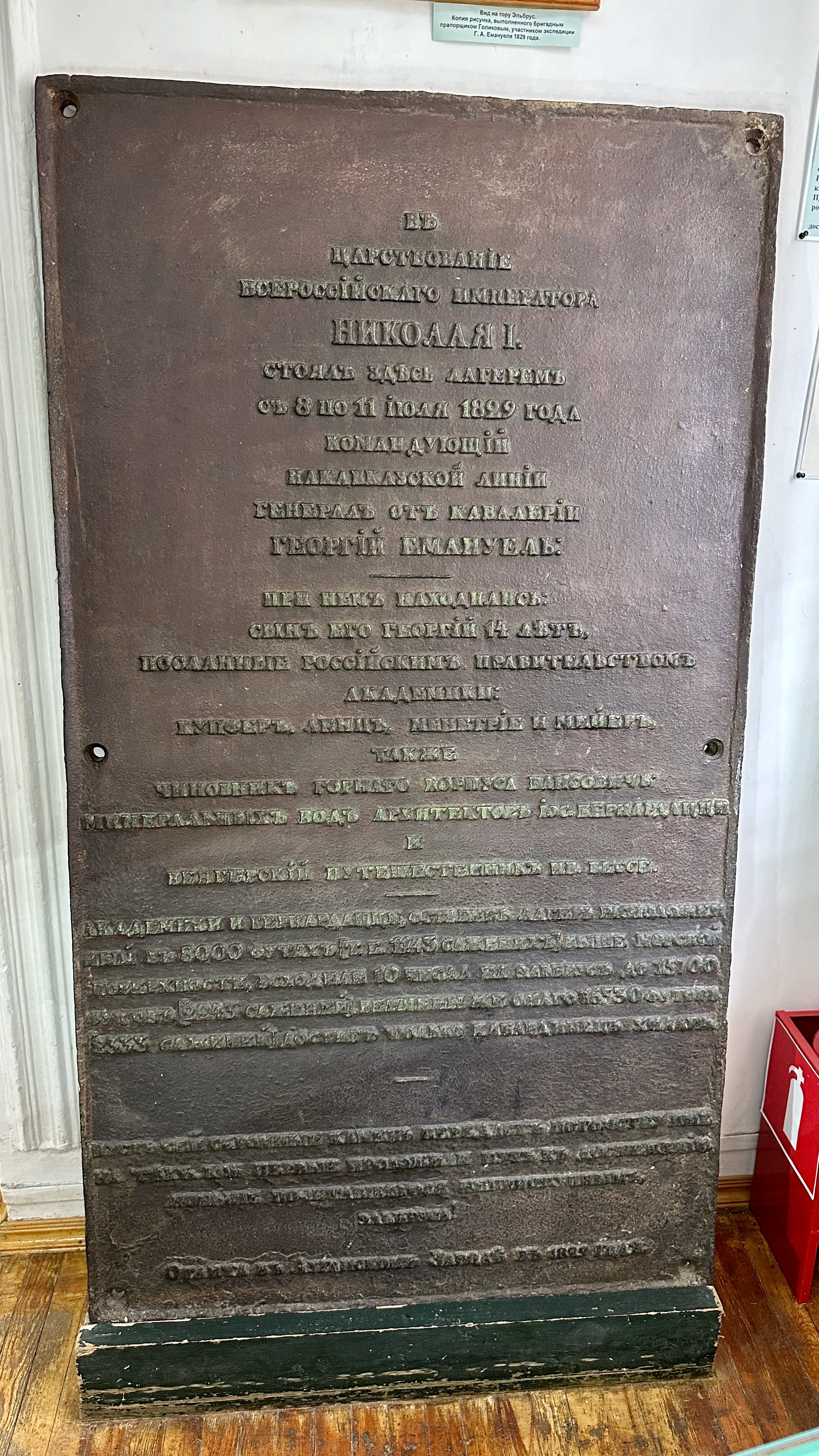
Памятная плита о покорении Эльбруса
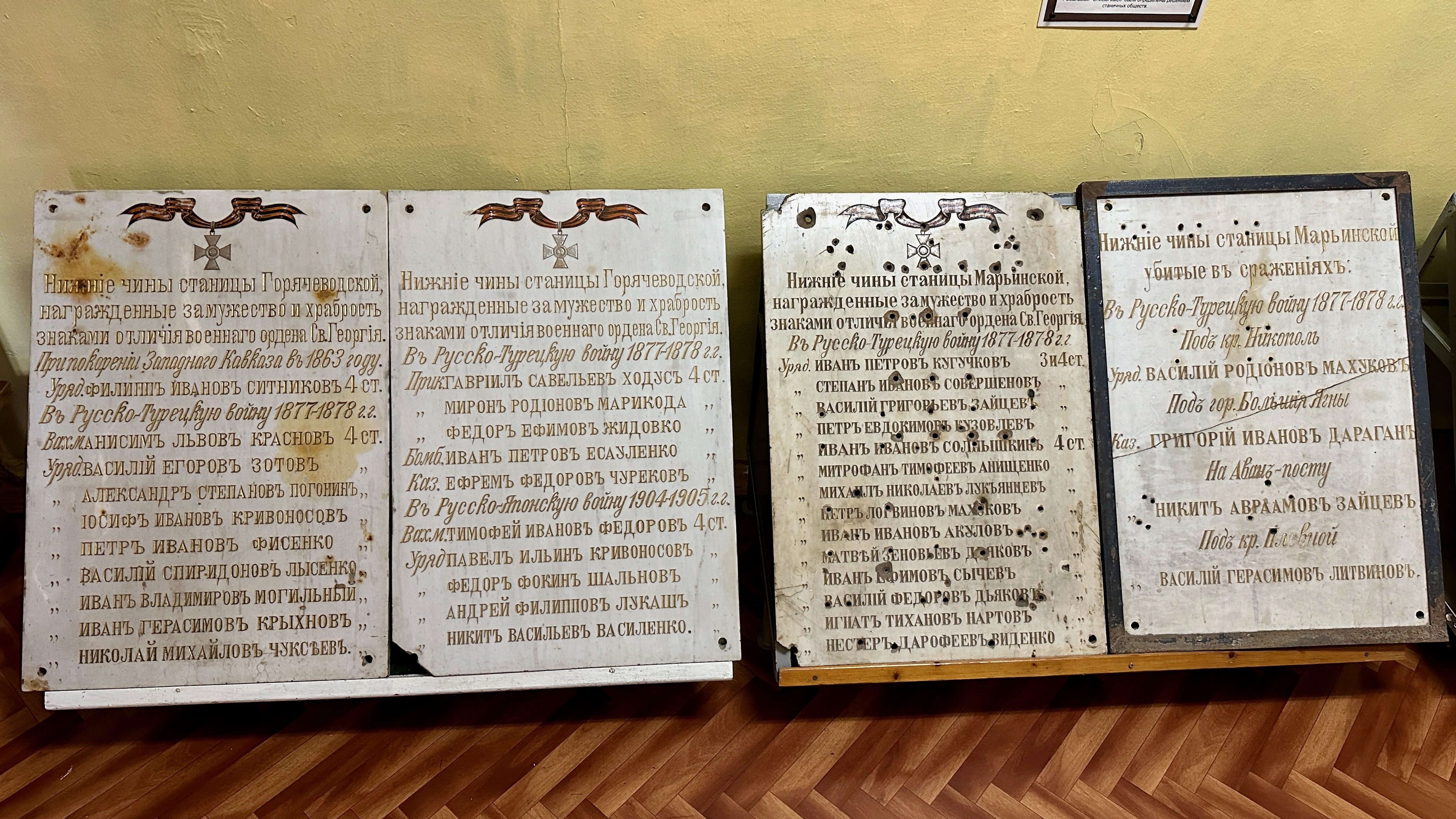
Памятные доски с именами казаков-героев Терского Казачьего войска

## Деятельность
Работает научная библиотека по кавказоведению, включающая более 17 тысяч книг и периодических изданий. Экспозиция состоит из нескольких стационарных тематических и выставочных залов: природы и археологии, истории города-курорта, событий XX века, картинная галерея. Постоянно организуются сменные выставки из собственных фондов и привлеченных собраний (20 и более в год). Около 40 сотрудников музея проводят и обеспечивают разнообразную культурно-просветительную и научную деятельность.
Основные отделы
- отдел фондов;
- отдел научно-просветительной и экспозиционно-выставочной деятельности
- научный отдел

## Научные публикации
- Археологические источники о происхождении и этнополитической истории населения Северного Кавказа : монография / С. Л. Дударев, А. Л. Пелих, С. Н. Савенко, Г. Р. Цецхладзе
- Воссоздание музея древностей. С. Н. Савенко
- Летопись города-курорта Пятигорск. 8 томов
- Сборники семинаров памяти краеведов (5 сборников)
- Тезисы международной конференции «Флора и заповедное дело на Кавказе: история и современное состояние изученности»
- Характеристика социального развития аланского общества. С. Н. Савенко
- Этногенез и этнополитическая история Северного Кавказа. Научно-методическое пособие